# Stazione di Corato Centrale
La stazione di Corato Centrale, conosciuta solo come stazione di Corato fino all'attivazione di quella sud nel 2023, è una stazione ferroviaria posta lungo la linea Bari-Barletta a servizio dell'omonimo comune. È gestita da Ferrotramviaria e si trova nella zona est della città. Collega direttamente Corato alla città di Bari e al suo aeroporto.

## Storia
Costruita negli anni '60 e inaugurata nel 1965. Dalla sua nascita all'estate del 2016, anno dell'incidente ferroviario, la stazione è stata servita da un solo binario.
Nell'anno 2016 sono stati avviati i lavori per l'ammodernamento della stazione con la realizzazione di un sottopassaggio nonché alla predisposizione al secondo binario della tratta Ruvo-Corato, terminato nel mese di dicembre 2016.
Il 12 luglio 2016, tra la stazione di Corato e quella di Andria, si verificò un gravissimo incidente ferroviario.
Da settembre 2016 al 4 marzo 2019, la stazione è rimasta inattiva, a seguito dei lavori di ammodernamento della tratta. In questo arco di anni la stazione terminale è stata la precedente stazione, quella di Ruvo di Puglia. Dal 4 marzo 2019, la stazione di Corato torna in attività, facendo da stazione terminale in modo provvisorio fino al 3 aprile 2023. Il collegamento con la successiva stazione di Andria e Barletta sono state garantite con l'uso di autobus sostitutivi, in partenza dal piazzale davanti alla stessa stazione.

## Struttura
La struttura della stazione di Corato è quella standard utilizzata per le stazioni della ferrovia Bari Nord. L'edificio, di color azzurro, è formato da due piani, con biglietteria, sala d'attesa, bagni e sottopassaggio che collega in modo sicuro i viaggiatori tra i 2 binari. Sono presenti sedili mobili all'interno del sottopassaggio che permette il trasporto di viaggiatori con problemi di deambulazione e diversamente abili.

## Movimento
L'impianto è servito dai treni regionali FR1 e FR2 della rete Ferrovie del Nord Barese, che costituiscono un collegamento suburbano tra Bari e l'hinterland nord Barese della Provincia di Barletta-Andria-Trani e vengono effettuati rispettivamente via Palese Macchie e via Aeroporto.

## Servizi
- Biglietteria a sportello
- Biglietteria automatica
- Sala d'attesa
- Servizi igienici